# كين داف
كين داف (بالإنجليزية: Ken Duff)‏ هو لاعب كرة قدم أسترالية أسترالي، ولد في 31 ديسمبر 1941.

## وصلات خارجية
- كين داف على موقع AustralianFootball.com (الإنجليزية)
- كين داف على موقع AFLtables.com (الإنجليزية)